# 葛城ミサト
葛城 ミサト（かつらぎ ミサト）は、アニメ『エヴァンゲリオン』シリーズと、その漫画版に登場する架空の人物。担当声優は三石琴乃。

## プロフィール

### アニメ・漫画版 共通
- 生年月日：1986年12月8日
- 血液型：AO型[1]
- 年齢：29歳
- 所属：NERV/戦術作戦部作戦局第一課 課長
- 階級：一尉[注 2]→三佐
- 身長：163センチメートル[1]
- 体重：47キログラム
- B:83、W:59、H:82[1]

## 旧世紀版
特務機関NERV（ネルフ）戦術作戦部作戦局第一課課長で階級は当初一尉、後に三佐に昇進。1986年12月8日生まれの29歳。碇シンジと惣流・アスカ・ラングレーの保護者兼上司で、エヴァンゲリオン（EVA）の戦闘指揮官。ペットは温泉ペンギンのペンペン。
愛車はアルピーヌ・A310を右ハンドル・電動機駆動に改造したもの。第1話でN2地雷の爆発に巻き込まれ中破、第4話ではオリジナルのガソリンエンジン・左ハンドルのA310に乗っているが、第12話からは元に戻っている。第7話や第26話ではフェラーリ・328でシンジの学校（第3新東京市立第壱中学校）に乗り付けるシーンがある。
普段はクロスペンダントを身に着けているが、これはセカンドインパクト時に受け取った父の形見であり、劇場版でシンジの手に渡ることになる。第7, 26話では代わりに似た形状のイヤーアクセサリをつけている。

### 経歴
西暦2000年9月13日、13歳の時に父親が隊長を務める葛城調査隊に南極まで同行。セカンドインパクトに遭遇するが父親によって脱出に成功し、南極唯一の生存者となる。しかしその際に胸部に負った傷の跡はその後も残り、さらに精神的外傷から2年以上失声症を患う。
後に第2東京大学に入学し、赤木リツコと知り合う。当時の彼女は、母親の影響で遠巻きにされがちだったリツコにも屈託がなく、失語症のブランクを取り戻すかのようによく喋っていたらしい。また加持リョウジともこのころ知り合い、恋人として付き合いを始めるが、後に別れミサトはドイツに留学する。大学卒業後はゲヒルンに入社し、ドイツ第3支部勤務となる。そこで惣流・アスカ・ラングレーと出会い、親しい仲になる。
その後加持と入れ替わる形でドイツを離れ、第3新東京市NERV本部勤務となる。
テレビ版では使徒殲滅戦の指揮を務める。司令・副司令に次ぐ立場でありながら、サード・チルドレンの出迎えに自ら赴くなど相当アクティブであり、大胆な作戦指揮によって時にはMAGIが撤退を推奨するほどの状況すら勝利に導く。指揮下のEVAパイロットであるシンジ・アスカを家族として自宅に迎え、彼らの親代わりかつ最も近い他人として重要な役割を果たす。しかし物語が進むにつれてEVAや使徒の正体、NERVや委員会の役割に疑問を抱くようになり、自ら真実を追い求めるようになる。
劇場版ではついにセカンドインパクトの真相に辿り着いたことが示される。戦自襲撃時は当初発令所で指揮を執っていたが、シンジの身に危険が迫るに当たって自ら救出に向かい切り抜ける。しかし道中で銃撃を受けシンジを庇った際に被弾。自分自身にケリをつけ、必ず戻ってくるよう言い含めてシンジをケイジへ送り出し、自身は戦自による区画爆破に巻き込まれて死亡した。

### 性格
「ちょっち（ね）」が口癖。一人称は基本的に「あたし」。EVAのことを「エバー」と言う。他人のいる場所では子供のように常に明るく振る舞い、よく喋り、周囲の人間の機微にも鋭い社交性を持つが、内面的にはセカンドインパクトの体験が性格に深く影を落としている。
私生活においては、非常にがさつかつ、ずぼらでだらしない面が多い。シンジ・アスカと同居するも、彼らの身の回りの世話は全くしておらず、むしろシンジに家事を任せきりにしていた。そのため、シンジに私生活のだらしなさを指摘された。シンジが来る前は、家の中がゴミで埋まっていた。寝床が万年床となっていたり、机のまわりがゴミで埋もれていたり、ゴミ捨てをシンジに任せる、時計のアラームを足で止める、朝からビールを食卓に持ち出し一気飲みするなど、自宅でのだらしない行動は枚挙に暇がない。料理下手であるらしく、第伍話「レイ、心のむこうに」ではレトルトを素材にカレーを作ったが、シンジ、リツコが悶絶し、ペンペンが気絶する描写がある。特にビールが大好きで、ヱビスビールを愛飲しており、冷蔵庫はほぼこれだけで満杯にされている（作品の後半からは ヱビチュビールへ変更がされている）。ただし、後にビールから缶コーヒーを愛飲するようになる。
しかしEVAの戦闘指揮官として優秀で、一見無茶とも思える作戦も度々提唱するがそのほとんどを結果的に成功に導く強運の持ち主であるが、作中ではシンジに「ミサトさんのクジは当たったことが無い」と言われている。彼女自身の戦闘力も高く、劇場版第25話でH&K G11アサルトライフルを装備した戦略自衛隊員3人を、45口径弾×12発のH&K USP自動拳銃だけで射殺している。ドライビングテクニックにも優れ、第壱話「使徒、襲来」ではシンジを乗せて走っている最中に上から巨大な落下物が降ってきている中を鮮やかに避けている。また勘の鋭い面もあり、NERVやゼーレの裏の目的についても早くから疑念を抱いていた。
研究を優先し家族を顧みなかった父を嫌っていたが、セカンドインパクトの際に命を救われたため複雑な感情を抱いている。使徒殲滅に対する強い執着も、「（父の呪縛から抜け出すために）父に復讐したいのかもしれない」「使徒に復讐することで（父への思いを）誤魔化していた」とミサトの自白によって語られる。加持に好意を抱いたのも、NERVに入ったのも父を追い求めていたからだという。

### 交流
碇シンジ
シンジと同居を始めたのは、孤独な彼に同情した行為からであった。公式の場では「シンジ君」と呼ぶが、プライベートでは「シンちゃん」となる。年齢的に姉と母の中間になるが、綾波レイとの関係を冷やかしたり、年上の友達としてくだけた付き合い方もしている。アルミサエル戦でレイが死亡した時は、傷心のシンジと身体的接触を試みるが、結局シンジに拒否された。劇場版第25話でも、死の直前に恋人のような会話を交わす。このようにシンジとの関係は、親・姉・友・恋人と多面的な側面を持っている。シンジを家族のように大切に思っている。

惣流・アスカ・ラングレー
ネルフ移籍の際にパイロットの親交を深めるためミサトの家に住まわせる。アスカ登場初期は良い関係を築いていたように見えたが、ネルフ移籍前に加持に「ミサトのことは好きじゃない」と伝えていた。ミサトと加持の関係が回復した後は関係が一気に悪化。その後、関係は回復しないまま劇場版第25話でミサトは死亡する。

赤木リツコ
大学時代の友人で現在は同じネルフの同僚。ネルフの科学者。価値観の相違などから意見が対立することもしばしばある。

加持リョウジ
ミサトとリツコの大学時代の友人。大学時代は付き合っていたがミサトが加持を死んだ父に重ねていたことに気付いて、一度別れる。その後は意地悪な態度をとりながらも、憎からず思う関係となる。

### その他
- 第弐話ではビール缶のラベルは「YEBISU」であったが、第七話からは「YEBICHU」となっている[注 5]。これは伊藤理佐の漫画作品『おるちゅばんエビちゅ』のパロディであり、ビールの缶にもエビちゅの絵が描いてある。東京恵比寿にあるヱビスビール記念館のヱビスギャラリーの一つに葛城ミサトが紹介されている。
- 第拾話ではビール缶のラベルが黒潮物産の「BOA」となっている。これは東映動画の劇場用アニメ映画『空飛ぶゆうれい船』に出てくる「ボアジュース」が原点[19]。
- テレビアニメ最終話のいわゆる「学園エヴァ」ではシンジたちのクラスの担任教師として登場する。
- 第弐拾参話でのミサトの机の前のポルシェ928のスケッチ風額入りポスターが、第弐拾四話ではルノーアルピーヌA110の直貼り実写ポスターに変わっている。
- 第弐拾話では限られた場合にのみ煙草を吸うことが本人から語られており、口紅のついた吸い殻が映されている。

## 漫画版
ゼルエル戦後に初号機に取り込まれたシンジを救うためサルベージを決行した。戦略自衛隊のNERV侵攻の際、再びふさぎ込んでいたシンジを叱咤激励した上で（劇場版第25話と同様の）別れを告げ、シンジを送り出した後、追跡してきた戦略自衛隊員を手榴弾で道連れにして命を落とした。世界が復元された最終話において、彼女自身の存在は確認されていないために詳細は明らかになっていないが、身に付けていたペンダントをシンジが所有している。

### パラレル作品
『新世紀エヴァンゲリオン 鋼鉄のガールフレンド2nd』（漫画：林ふみの）では、原作とは変わらぬ立場にあるが、加持との進展が見られる。
『碇シンジ育成計画』（漫画：高橋脩）では「セカンドインパクト」の設定自体がないため、「体に傷がある」という設定がなくなっている。それ以外は、概ね本編に準じた人物設定になっている。ストーリーの序盤ではシンジが両親と暮らしていたために同居はしていなかったが、両親が研究所詰めになって以降はシンジと同居している。その後、同じく母親が研究所詰めであるアスカも同居することとなった。一方、父親の設定については、「何年も前に行方をくらませた」ということが本人の口から語られている。
職業は第3新東京市立第壱中学校の教師で、シンジたちのクラスである2年A組担任を務める。赤木リツコ、加持リョウジとは原作と同じく学生時代からの付き合いで、共に同じ中学校に勤めている同僚でもある（リツコは養護教諭で、加持は2年B組の担任を受け持つ体育教師）。

## 新劇場版

### :序、:破
特務機関NERV（ネルフ）戦術作戦部作戦局第一課所属で階級は『序』では二佐、『破』では一佐。碇シンジと式波・アスカ・ラングレーの上司兼保護者で、EVAの戦闘指揮官。「新種の温泉ペンギン」であるペンペンと同居している。
ビール好きなのは旧世紀版と同様だが、日本酒も愛飲している模様。
愛車は旧世紀版と同じくアルピーヌ・A310の右ハンドルだが第7の使徒戦で2号機の着地に巻き込まれ、以降はマツダ・コスモスポーツに乗る。携帯電話の着信音に科学特捜隊作戦室の電話の音を使用している。
旧世紀版と性格や振る舞いに大きな差はなく、シンジとアスカを自宅に住まわせ家族のように接する。私生活のだらしなさもそのままだが、EVA搭乗に投げやりなシンジに手を上げかけて自分の頬を平手打ちする、家出から戻ったシンジに「嫌ならここから出て行ってもいい」「乗るかどうか自分で決めなさい」と諭すなどシンジに対する応対に変化がある。また、アスカの加持に対する恋心がないためアスカとの対立もなくなっている。加持に対しても険悪な態度はなく、彼がニアサードインパクトを止めるために自身を犠牲にした際、すでに彼の子供を身ごもっていたために留まらざるを得なかった事が『シン』で語られている。

### :Q、シン・
反NERV組織「WILLE（ヴィレ）」のリーダーかつ空中艦隊旗艦「AAAヴンダー」の艦長で階級は大佐。43歳。
髪を後ろに流して団子にまとめ、サングラスを着用し常に制服を着こんでいる。当初は他の構成員と違って青いバンダナは身に着けていなかったが、ヤマト作戦を前にして加持の遺品である血痕の付いたバンダナを着用した。『:破』の後に加持との間に息子をもうけ「加持リョウジ」と名付けたが、一生会わないと決めており両親のことも教えていない。
NERV殲滅のためならば手段を厭わず、アスカをして「目的優先・人命軽視がモットー」と言わしめる。ニアサードインパクトの責任をシンジが全て負う形になってしまったことを後悔しており、今度は全て自分で抱え込もうとしていた。シンジに対しては冷淡に接しようとしていたが、シンジがNERVに誘拐された際に促されてもDSSチョーカーを作動させられないなど情を捨てきれずにおり、シンジがヴンダーに戻った時は「戻ってきてくれたと喜んでいる」とリツコに指摘されている。
人類補完計画阻止のために奮闘するも力及ばず、自らEVAに乗り父親との対決を選んだシンジに未来を託した。最後は残された人々をリツコに、シンジをマリに託し、自らの命と引き換えに槍をシンジの下へ届けた。カヲルと会話する加持の最後のセリフにて魂の救済（新世界への転生）が暗示されているが登場シーンは無い。

## ゲーム版
『新世紀エヴァンゲリオン2』では、条件を満たしていると戦略自衛隊の攻撃で死亡しない。その場合は戦略自衛隊の兵士を予め通路に仕掛けておいた爆薬で爆殺し、チルドレンを無事にEVAの元に送り届け、発令所に戻って量産機戦の指揮を執るといったストーリー展開になる。
『名探偵エヴァンゲリオン』では、特務機関NERV戦術作戦部作戦局第一課所属一尉であると同時に、シンジたちが通う学校の教師も兼任している。また、本作品では唯一シンジたちの敵になるというエピソードがある。
プレイステーション3にて、ニュース読み上げサービスソフト『葛城ミサト報道計画』が2009年6月6日より配信されていた（2010年6月5日サービス終了）。ミサトがニュースキャスターに就任し、インターネット経由で配信されるニュースを読み上げるという設定である。演じる三石琴乃の声をサンプリングした合成音声による読み上げのため、通常のニュース原稿読み上げとはアクセントやイントネーションに違いが出る。
「スーパーロボット大戦シリーズ」に『エヴァ』が登場する際にはミサトも登場している。主に部隊の司令官であるブライト・ノアの参謀役を務めることが多いが、そのうちの1つ『スーパーロボット大戦Scramble Commander』では実質的な主人公として登場する。

## 名前の由来
「葛城」は大日本帝国海軍雲龍型航空母艦「葛城」、「ミサト」は成田美名子の漫画の主人公から。

## その他
- キャラクターデザインの貞本義行によると、キャラクターのイメージは『ルパン三世（TV第1シリーズ）』の峰不二子を基にして、前髪のデザインをアニメ『美少女戦士セーラームーン』の月野うさぎから拝借したもの。その後、担当の声優が同じ三石に決まったことを聞き苦笑いをした[24]。庵野秀明は、「何かの宴会で三石の姿を見て、葛城ミサトのキャラクターイメージを得た」と語っている。また設定資料集には、杉本彩みたいなルックアイとの記述がある[25]。
- 2012年10月、動画共有サービス「ニコニコ動画」とヱヴァンゲリヲン新劇場版のコラボレーションが実現し、動画閲覧ページと生放送ページが「ニコニコ動画：Q」「ニコニコ生放送：Q」にバージョンチェンジした。その中で、閲覧しようとした動画が削除されていた場合、その旨を案内するナレーターを務めている。
- ミサト役の三石琴乃はテレビ版および新劇場版の次回予告も担当している。

## 他作品への出演
2018年8月11日放送のTBS系テレビアニメ『新幹線変形ロボ シンカリオン』第31話で『新世紀エヴァンゲリオン』とのコラボレーションが行われ、ミサトが京都支部のオペレーターとして音声のみ登場した。前話である第30話では、地上波放送版のみミサトによるナレーションで『エヴァ』同様の次回予告が放送された。

## 日本国外版での声優
- 英語
  - アリソン・キース
  - キャリー・ケラネン（英語版）（Netflix版）